# Anselmo Lozano Centurión
Anselmo Lozano Centurión (Carache, Cajamarca; 21 de abril de 1951) es un administrador de empresas y político peruano. Fue gobernador regional de Lambayeque desde enero del 2019 hasta su destitución en enero del 2021 tras ser detenido e investigado por presuntamente pertenecer a la organización criminal "El imperio del mal".Previamente fue alcalde del distrito chiclayano de La Victoria entre 1999 y 2018.

## Biografía
Nació en el distrito de Carache, ubicado en el Departamento de Cajamarca, el 21 de abril de 1951.
Realizó estudios de ciencias Administrativas en la Universidad Inca Garcilaso de la Vega, obteniendo en 2005 el grado de bachiller y en 2010 su título profesional.

## Carrera política

### Alcalde de La Victoria
Se inició en la política cuando fue elegido en 1998 como alcalde del distrito de La Victoria, ubicado en Chiclayo, para el periodo 1999-2002. Luego, fue reelegido en el cargo desde 2003 hasta el 2018. Participó en sus candidaturas por el Movimiento Independiente Todos por Lambayeque en el 2010 y en el 2014 por Fuerza Popular en calidad de invitado.

### Gobernador Regional de Lambayeque
En las elecciones regionales del 2018, Lozano decidió postular al Gobierno Regional de Lambayeque por el partido Podemos Perú y logró ser elegido como gobernador en primera vuelta con más del 41 % de votos válidos.
El 27 de enero del 2021, fue detenido preliminarmente junto a otros 18 funcionarios del Gobierno Regional de Lambayeque por la presunta pertenencia a la organización criminal "El Imperio del Mal" durante su gestión como alcalde del distrito de La Victoria. Fue destituido del cargo y reemplazado por Óscar Cárpena y luego por Luis Díaz Bravo. Sin embargo, Lozano logró retornar al cargo en septiembre del 2022.